# Ievgueni Maïorov
Pour les articles homonymes, voir Maïorov.
Temple de la renommée russe : 2014
Ievgueni Aleksandrovitch Maïorov - en russe : Евгений Александрович Майоров, et en anglais : Yevgeni Mayorov (né le 11 février 1938 à Moscou en Union soviétique et mort le 10 décembre 1997 à Moscou, en Russie) est un joueur de hockey sur glace et entraineur russe. Un ordre de l'Insigne d'honneur lui est remis en 1981. Après sa retraite sportive, Maïorov se reconvertit en journaliste sportif et reçoit le prix TEFI du meilleur commentateur sportif en 1998. Il est inhumé au cimetière Vagankovo à Moscou.

## Carrière de joueur
Au cours de sa carrière dans le championnat d'URSS, il a porté les couleurs du HC Spartak Moscou. Il termine avec un bilan de 260 matchs et 122 buts en élite.

## Carrière internationale
Il a représenté l'URSS à 42 reprises (20 buts) pendant cinq saisons de 1960 à 1965. Il a remporté l'or aux Jeux olympiques de 1964. Il a participé à trois éditions des championnats du monde pour un bilan de deux médailles d'or et une de bronze.

## Entraineur
En 1967-1968, Maïorov devient entraineur du Spartak avec qui il gagne la médaille d'argent au Championnat d'URSS en 1968, en s'inclinant seulement devant le HK CSKA Moscou.

## Parenté dans le sport
Il est le frère jumeau de Boris Maïorov, également joueur de hockey sur glace.

## Statistiques
Pour les significations des abréviations, voir Statistiques du hockey sur glace.

### En équipe nationale
| Année | Équipe | Compétition |   | PJ | B | A | Pts | Pun                |  | Résultats |
| 1961  | URSS   | CM          | 7 | 5  | 1 | 6 | 6   | Médaille de bronze |  |           |
| 1963  | URSS   | CM          | 7 | 3  | 2 | 5 | 2   | Médaille d'or      |  |           |
| 1964  | URSS   | CM & JO     | 6 | 3  | 3 | 6 | 0   | Médaille d'or      |  |           |